# Karel Boromejský Mádl
Karel Boromejský Mádl (15. srpna 1859 v Novém Bydžově – 20. listopadu 1932 v Potštejně) byl český historik a kritik umění, profesor na Umělecko-průmyslové škole v Praze. Patřil k předním kritikům generace 90. let 19. století.

## Život
Mádl absolvoval reálku v Praze, v letech 1879-1880 nastoupil vojenskou službu jako jednoroční dobrovolník, v letech 1880–83 žil ve Vídni, kde se nejprve dal zapsat na vysokou školu technickou, ale také navštěvoval uměleckohistorické přednášky a semináře profesorů R. Eitelbergera von Edelberg a M. Thausinga v Rakouském muzeu pro umění a průmysl a Albertině. Není doloženo, že by byl řádným studentem univerzity. Ve Vídni pravděpodobně poznal i zakladatele vídeňské uměleckohistorické školy Franze Wickhoffa a prvního ředitele pražské Uměleckoprůmyslové školy Františka Schmoranze.
V letech 1883 a 1884 navštívil Mnichov a Paříž, po roce 1884 pobýval ve Vídni. Od roku 1886 spolupracoval s nově založenou Galerií Ruch. Od roku 1888 byl spolupracovníkem redakce Ottova slovníku naučného. Podnikl četné studijní cesty do Rakouska, Německa, Francie, Itálie, Belgie, Holandska, Jugoslávie a dalších zemí.
Ještě ve Vídni (1882) Mádl psal o potřebě založit uměleckoprůmyslovou školu v Praze a krátce po jejím vzniku se stal roku 1886 docentem textilního umění a tajemníkem školy. Dějiny umění v té době přednášel na UPŠ Otakar Hostinský, který roku 1894 přešel na Univerzitu. Mádl se stal jeho nástupcem, byl jmenován profesorem a zároveň správcem knihovny. Na UPŠ přestal působit za války a v dalších letech se věnoval odborné uměleckohistorické práci. Od roku 1887 psal do Zlaté Prahy stati o památkách, spřátelil se s rodinou nakladatele Jana Otty, s jehož dcerou Marií Annou se roku 1910 ve svých 51 letech oženil, manželství bylo bezdětné. Roku 1917 byl jmenován vládním radou a od roku 1918 zastával funkci místopředsedy kuratoria Moderní galerie a člena komise pro navrácení bohemik z ciziny. Byl členem Umělecké besedy, Společnosti Národního divadla, Archeologické komise (1923), členem kuratoria UPM, čestným členem SVU Mánes (1929). Zemřel na cukrovku 20. listopadu 1932 ve věku 73 let.

## Dílo
Vídeňská škola konstituovala dějiny umění jako samostatnou vědeckou disciplínu a s využitím poznatků archeologie, formální analýzy, kritického studia písemných pramenů a obecné historie kladla důraz na přesné určení autora, doby a místa vzniku uměleckého díla a jeho zařazení do historie umění. Mádlovy studie se od předchozí generace odlišují analytickým myšlením, bystrými komparacemi v domácím i evropském kontextu a pregnantními formulacemi..
Mádl působil od roku 1883 jako umělecký kritik Politiky. Po smrti Miroslava Tyrše od roku 1884 až do roku 1917 byl kmenovým kritikem Národních listů. Kromě toho přispíval do Ruchu, Světozoru (mj. Matyáš Rejsek, Beneš z Loun), Květů, Zlaté Prahy, České revue, Almanachu ČAVU, časopisu Umění. Od roku 1919 byl redaktorem edice Světová knihovna v nakladatelství Jana Otty a po roce 1921 předsedou správní rady nakladatelství.
Od roku 1887 publikoval pravidelně v Památkách archeologických a místopisných (mj. o románských rotundách) a od roku 1891 začal vydávat Přehled historie umění od starověku po současnost (nedokončeno). V roce 1897 vydal moderně koncipovaný Soupis památek historických a uměleckých v politickém okresu kolínském, publikoval objevné studie o freskách v kostele sv. Jiří (1890–92) a sv. Mikuláše (1896–97). Zabýval se uměleckou generací Národního divadla (Josef Mánes, Mikoláš Aleš) a od konce 90. let vystupoval jako mluvčí umělců kolem SVU Mánes. Po válce se věnoval zejména období baroka a publikoval monografii o sochách Karlova mostu.